# 阿喲諾·米拉納特
阿喲諾·米拉納特（1964年4月27日—），中文名钟伟宝，已退役印尼男子羽球運動員，出生於萬隆，通常稱為阿喲諾。
1991年，阿喲諾與艾麗莎·納薩內爾搭檔獲得印尼羽球公開賽混合雙打亞軍。1992年，兩人贏得泰國羽球公開賽、中國羽球公開賽混合雙打冠軍，以及香港羽球公開賽混合雙打亞軍。1993年，兩人贏得法國羽球公開賽混合雙打冠軍。同年，他與羅莎莉娜·里瑟搭檔獲得香港羽球公開賽混合雙打亞軍。他職業生涯中最大的成功，是在1993年世界羽毛球錦標賽中與艾麗莎·納薩內爾獲得混合雙打銅牌。
阿喲諾現為印尼國家隊男雙教練。

## 外部連結
- 阿喲諾·米拉納特在世界羽球聯盟的登錄資料